# Лимар
Лимар (на немски: Liemar, † 16 май 1101 в Бремен) е архиепископ на Бремен и Хамбург от 1072 до 1101 г.

## Произход и управление
Лимар произлиза от баварски министериален род и е каноник на манастир „Св. Симонис и Юдеа“ в Гослар. На Петдесетница 1072 г. крал Хайнрих IV номинира Лимар за последник на умрелия преди два месеца архиепископ Адалберт. Той получава Палиума от папа Александър II.
По време на борбата за инвеститура той е на страната на император Хайнрих IV, заради което папа Григорий VII го сваля и отлъчва от църквата. Лимар пресича шест пъти Алпите и участва в пътуването на Хайнрих IV до Каноса (от декември 1076 до януари 1077).
Лимар е през своята 29 години служба само 11 години в Бремен. През 1088 г. при едно нападение на лагера на императора при замък Глайхен Лимар попада в ръцете на Екберт от Майсен. Освобождава се след плащането на 300 сребърни марки и предаването на бременския манастир.
Хронистът Адам фон Бремен посвещава своята църковна история на Хамбург (Gesta Hammaburgensis ecclesiae pontificum) на архиепископ Лимар.